# سیلوین ان‌دیایه
سیلوین ان‌دیایه (انگلیسی: Sylvain N'Diaye؛ زادهٔ ۲۵ ژوئن ۱۹۷۶) یک بازیکن فوتبال اهل فرانسه است. وی همچنین در تیم ملی فوتبال سنگال بازی کرده و در جام جهانی ۲۰۰۲ به میدان رفته است. ان‌دیایه در رده باشگاهی در چند تیم معتبر فرانسوی بازی کرد و با مارسی به فینال جام یوفا ۲۰۰۴ راه پیدا کرد.